# Schleppsonar

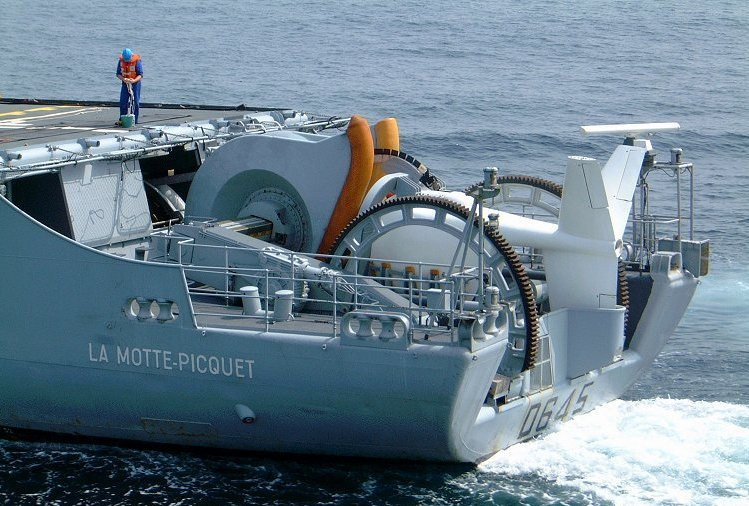
VDS-Schleppsonar auf der französischen Fregatte La Motte-Picquet (D645); zu sehen ist der hintere Teil mit Lenkflossen

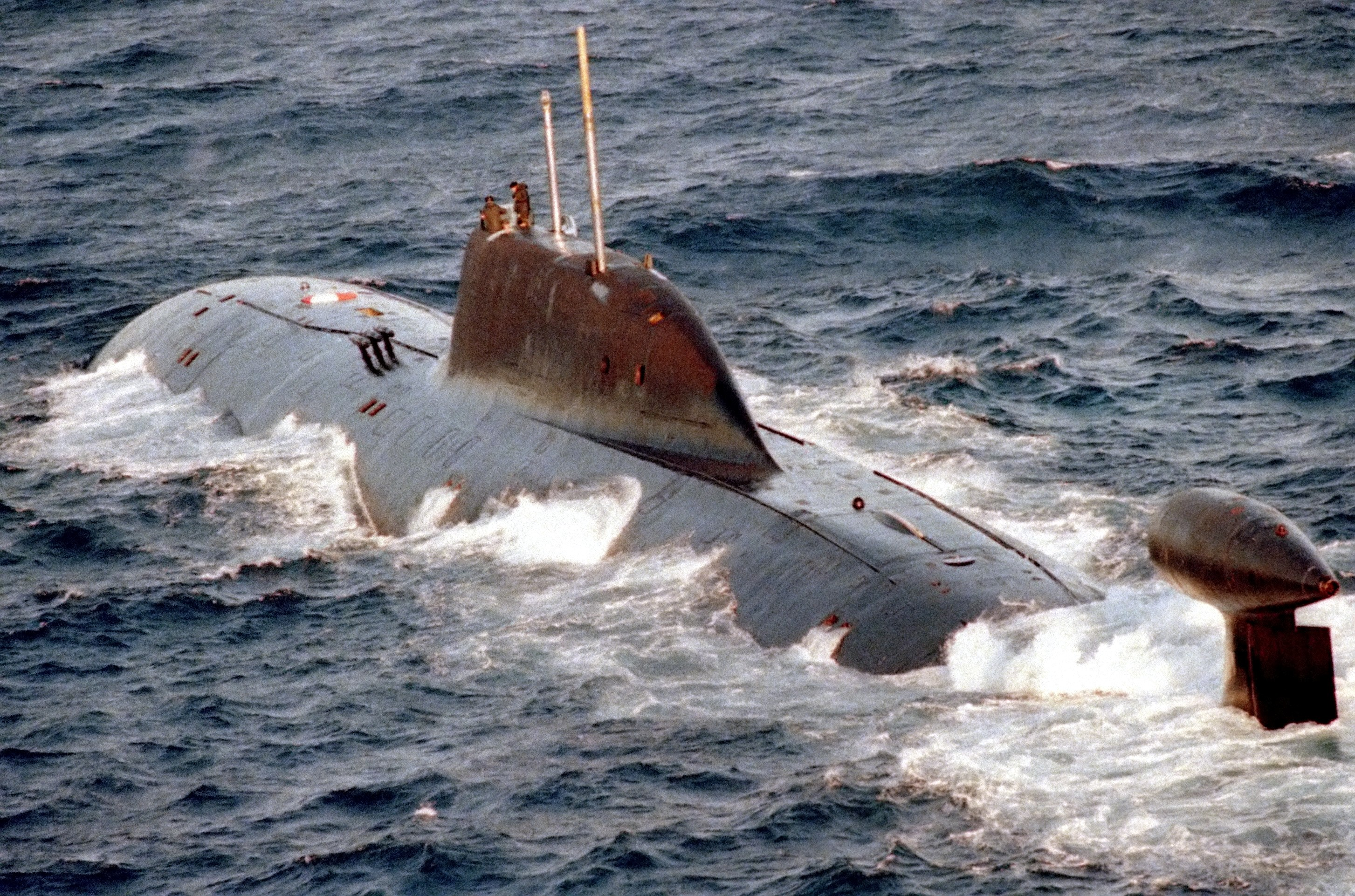
Russisches Akula-U-Boot; gut zu erkennen ist der Behälter für das Schleppsonar oben auf der Heckflosse.

Das Schleppsonar, abgekürzt TAS (für engl. Towed Array Sonar), gehört zu den passiven Sonarsystemen und ist ein mehrere hundert Meter langes Kabel, an welchem Hydrophone angebracht sind. Bei Bedarf wird das Schleppsonar ausgerollt und nachgeschleppt. Schleppsonare werden meistens im militärischen Bereich genutzt und hauptsächlich auf U-Booten und U-Jagd-Schiffen eingesetzt.

## Militärische Nutzung

### Vor- und Nachteile
Ein Schleppsonar bringt einige Vor- aber auch Nachteile mit sich. So vergrößert sich die Sensibilität des passiven Sonars erheblich, da einerseits wesentlich mehr Hydrophone am Schleppkabel angebracht werden können, und andererseits durch den Abstand zum Antrieb des Bootes die Störgeräusche deutlich reduziert werden. Dies führt zu einer signifikant gesteigerten Empfindlichkeit, welche eine erhöhte Horch-Reichweite und Peilgenauigkeit gewährleistet. Ein weiterer, taktischer Vorteil besteht darin, dass ein U-Boot selbst in einer thermischen Schicht fahren kann und das mit Rudern ausgestattete Schleppsonar in einer darunter oder darüber liegenden Schicht positionieren kann. Da thermische Schichten das Sonar behindern, kann so ein anderes Boot überwacht werden, ohne selbst aufzufallen.
Ein Nachteil des Schleppsonars besteht aus seinem Gewicht und in seiner Länge, die über einen halben Kilometer erreichen kann. Die Manövrierfähigkeit eines U-Bootes wird dadurch eingeschränkt und ebenfalls die Geschwindigkeit, wobei letzteres das geringere Problem ist, da das Schleppsonar sinnvoll nur in langsamer Fahrt oder Schleichfahrt eingesetzt werden kann; bei schnellen Fahrten würde einerseits die Geräusche des Antriebes und die Kavitation den Nutzen des Schleppsonars konterkarieren und andererseits das Kabel auf Grund seines erheblichen Gewichts und seines Widerstandes im Wasser abreißen lassen. Die Einholdauer des Schleppsonars ist abhängig von der Länge des Kabels und kann länger als eine Minute dauern, was in kritischen Situationen aber schon zu „lange“ sein kann. Muss in einer Krisensituation schnell die Geschwindigkeit erhöht, ein enges Wendemanöver eingeleitet oder die Tauchtiefe rapide verändert werden, bleibt oft nur die Option, das Schleppsonar zu kappen.

### Geschichte
Nach dem Ende des Zweiten Weltkrieges verbesserte sich mit dem technischen Fortschritt die Leistung der eingesetzten Sonar-Systeme rapide. Vor allem die neuartigen U-Boote, die im Gegensatz zu den alten Modellen sehr lange Tauchfahrten unter Wasser durchführen konnten, benötigten immer bessere Sonarsysteme, um ihre „Umgebung“ effizienter belauschen und identifizieren zu können. Insbesondere die Zeit des Kalten Krieges, als sich die U-Boote der gegnerischen Lager oftmals sehr lange unter Wasser belauerten und verfolgten, förderte die schnelle Weiterentwicklung passiver Sonaranlagen.
Ein normales, passives Sonar am Bug eines U-Boots gewährleistet einen Abhörradius von rund 270°, mittschiffs am Rumpf angebrachte Sonaranlagen einen Abhörwinkel von etwa 160° je Seite und das Schleppsonar einen Abhörwinkel von rund 300°. Die toten Winkel ergeben sich aus den Eigenstörungen, die durch das U-Boot entstehen.

## Zivile Anwendung
Aktive Schleppsonare finden auch in der Forschung Anwendung, um Gewässer zu untersuchen und den Boden abzutasten. Sie werden ebenfalls zur Wracksuche eingesetzt. Meist handelt es sich bei zivilen Schleppsonaren um Side-scan-sonar-Geräte. Diese bestehen aus einer geschleppten und stabilisierten Gondel, in der ein Aktivsonar untergebracht ist, welches üblicherweise nach unten abseits der Zugrichtung ausgerichtet ist.